# Klaus Augenthaler
Klaus Augenthaler (Fürstenzell, 26 settembre 1957) è un allenatore di calcio ed ex calciatore tedesco, di ruolo difensore.
In nazionale totalizzò 37 apparizioni tra il 1982 e il 1990, prendendo parte ai Mondiali di Messico 1986 (secondo posto) e Italia 1990 (vittoria).

## Carriera
Giocò solitamente nel ruolo di libero o difensore centrale.
A livello di club, dopo essere cresciuto calcisticamente nel FC Vilshofen, approdò nel 1975-76 al Bayern Monaco, dove si svolse la sua intera carriera agonistica, terminata nel 1990-91 dopo 504 incontri e 52 gol in Bundesliga.
Iniziò ad allenare come allenatore in seconda nel 1992-1993, sempre al Bayern Monaco. Tra il 1994-95 e il 1995-1996 diresse anche la squadra riserve.
Nell'estate 1997 passò alla formazione austriaca del Grazer AK. Guidò la squadra per due anni di fila (1998 e 1999) al terzo posto, ottenendo quindi due partecipazioni alla Coppa UEFA.

Kohler, Augenthaler, Littbarski e Reuter festeggiano il trionfo della al.

Durante la pausa invernale 1999-2000 fece ritorno in Germania, per allenare il Norimberga in Zweite Bundesliga e classificandosi quinto. La stagione successiva la squadra vinse il campionato e guadagnò l'accesso alla massima divisione. Nel 2001-2002 conquistò la salvezza. Nel 2002-2003 il Norimberga ebbe invece un'annata molto negativa (chiuse poi al penultimo posto): il 30 aprile 2003 fu esonerato.
Tuttavia già il 13 maggio fu di nuovo su una panchina, stavolta quella del Bayer Leverkusen. Nonostante le poche giornate rimaste, la compagine riuscì a evitare la retrocessione. Augenthaler fu quindi confermato anche per le stagioni successive. Nel 2003-2004 si classificò terzo e raggiunse l'ingresso nella Champions League 2004-2005. Seguì un sesto posto in campionato (2004-2005), con eliminazione da parte dei futuri campioni del Liverpool nella competizione continentale. Nel 2005-2006, dopo una vittoria, un pareggio e due sconfitte nelle prime quattro partite stagionali, si dimise il 16 settembre 2005.
Il 29 dicembre 2005 accettò l'offerta del Wolfsburg e ne divenne l'allenatore, chiudendo in quattordicesima posizione. Fu esonerato sul finire dell'annata successiva. Dal 23 marzo 2010 diviene allenatore dell'Unterhaching; alla fine della stagione 2010-2011 il suo contratto non viene rinnovato.
Attualmente lavora per una società di scouting di giovani calciatori.

## Vita privata
Klaus Augenthaler è sposato con sua moglie Monika dal 1980. La coppia ha due figlie. La figlia minore Lisa, nata nel 1990, è un'attrice e dal 2018 è conduttrice radiofonica di Antenne Bayern. All'età di 62 anni ebbe un figlio.

## Statistiche

### Presenze e reti nei club
| Stagione                | Squadra                 | Campionato              | Campionato | Campionato | Coppe nazionali | Coppe nazionali | Coppe nazionali | Coppe continentali | Coppe continentali | Coppe continentali | Altre coppe | Altre coppe | Altre coppe | Totale | Totale |
| Stagione                | Squadra                 | Comp                    | Pres       | Reti       | Comp            | Pres            | Reti            | Comp               | Pres               | Reti               | Comp        | Pres        | Reti        | Pres   | Reti   |
| ----------------------- | ----------------------- | ----------------------- | ---------- | ---------- | --------------- | --------------- | --------------- | ------------------ | ------------------ | ------------------ | ----------- | ----------- | ----------- | ------ | ------ |
| 1976-1977               | Bayern Monaco II        | OL                      | 0          | 0          | CG              | 1               | 0               | -                  | -                  | -                  | -           | -           | -           | 1      | 0      |
| 1977-1978               | Bayern Monaco           | BL                      | 23         | 2          | CG              | 1               | 0               | CU                 | 3                  | 0                  | CE          | 6           | 0           | 33     | 2      |
| 1978-1979               | Bayern Monaco           | BL                      | 28         | 3          | CG              | 2               | 1               | -                  | -                  | -                  | -           | -           | -           | 30     | 4      |
| 1979-1980               | Bayern Monaco           | BL                      | 34         | 2          | CG              | 3               | 0               | CU                 | 10                 | 0                  | -           | -           | -           | 47     | 2      |
| 1980-1981               | Bayern Monaco           | BL                      | 33         | 5          | CG              | 3               | 1               | CC                 | 7                  | 0                  | -           | -           | -           | 43     | 6      |
| 1981-1982               | Bayern Monaco           | BL                      | 33         | 6          | CG              | 7               | 2               | CC                 | 9                  | 0                  | -           | -           | -           | 49     | 8      |
| 1982-1983               | Bayern Monaco           | BL                      | 28         | 5          | CG              | 2               | 0               | CdC                | 6                  | 1                  | -           | -           | -           | 49     | 8      |
| 1983-1984               | Bayern Monaco           | BL                      | 31         | 2          | CG              | 8               | 0               | CU                 | 6                  | 3                  | -           | -           | -           | 45     | 5      |
| 1984-1985               | Bayern Monaco           | BL                      | 32         | 5          | CG              | 6               | 1               | CdC                | 8                  | 1                  | -           | -           | -           | 46     | 7      |
| 1985-1986               | Bayern Monaco           | BL                      | 31         | 4          | CG              | 6               | 2               | CC                 | 6                  | 0                  | -           | -           | -           | 43     | 6      |
| 1986-1987               | Bayern Monaco           | BL                      | 25         | 4          | CG              | 2               | 0               | CC                 | 6                  | 1                  | -           | -           | -           | 33     | 5      |
| 1987-1988               | Bayern Monaco           | BL                      | 24         | 5          | CG              | 4               | 0               | CC                 | 3                  | 0                  | SG          | 0           | 0           | 31     | 5      |
| 1988-1989               | Bayern Monaco           | BL                      | 31         | 6          | CG              | 3               | 0               | CU                 | 10                 | 3                  | -           | -           | -           | 44     | 9      |
| 1989-1990               | Bayern Monaco           | BL                      | 24         | 1          | CG              | 2               | 1               | CC                 | 8                  | 2                  | SG          | 1           | 0           | 35     | 4      |
| 1990-1991               | Bayern Monaco           | BL                      | 27         | 2          | CG              | 1               | 0               | CC                 | 7                  | 3                  | SG          | 1           | 0           | 36     | 5      |
| Totale Bayern Monaco    | Totale Bayern Monaco    | Totale Bayern Monaco    | 404        | 52         |                 | 50              | 8               |                    | 89                 | 14                 |             | 8           | 0           | 551    | 74     |
| 1994-1995               | Bayern Monaco II        | RL                      | 1          | 0          | CG              | 0               | 0               | -                  | -                  | -                  | -           | -           | -           | 1      | 0      |
| 1995-1996               | Bayern Monaco II        | RL                      | 4          | 0          | CG              | 0               | 0               | -                  | -                  | -                  | -           | -           | -           | 4      | 0      |
| Totale Bayern Monaco II | Totale Bayern Monaco II | Totale Bayern Monaco II | 5          | 0          |                 | 1               | 0               |                    | -                  | -                  |             | -           | -           | 6      | 0      |
| Totale carriera         | Totale carriera         | Totale carriera         | 409        | 52         |                 | 51              | 8               |                    | 89                 | 14                 |             | 8           | 0           | 557    | 74     |

### Statistiche da allenatore
Statistiche aggiornate al 28 giugno 2025. In grassetto le competizioni vinte.
| Stagione                | Squadra                 | Campionato              | Campionato | Campionato | Campionato | Campionato | Coppe nazionali | Coppe nazionali | Coppe nazionali | Coppe nazionali | Coppe nazionali | Coppe continentali | Coppe continentali | Coppe continentali | Coppe continentali | Coppe continentali | Altre coppe | Altre coppe | Altre coppe | Altre coppe | Altre coppe | Totale | Totale | Totale | Totale | % Vittorie | Piazzamento |
| Stagione                | Squadra                 | Comp                    | G          | V          | N          | P          | Comp            | G               | V               | N               | P               | Comp               | G                  | V                  | N                  | P                  | Comp        | G           | V           | N           | P           | G      | V      | N      | P      | %          | Piazzamento |
| ----------------------- | ----------------------- | ----------------------- | ---------- | ---------- | ---------- | ---------- | --------------- | --------------- | --------------- | --------------- | --------------- | ------------------ | ------------------ | ------------------ | ------------------ | ------------------ | ----------- | ----------- | ----------- | ----------- | ----------- | ------ | ------ | ------ | ------ | ---------- | ----------- |
| 1997-1998               | Grazer AK               | BL                      | 36         | 18         | 7          | 11         | CA              | 2               | 0               | 1               | 1               | Int.               | 4                  | 2                  | 1                  | 1                  | -           | -           | -           | -           | -           | 42     | 20     | 9      | 13     | 47,62      | 3°          |
| 1998-1999               | Grazer AK               | BL                      | 36         | 20         | 5          | 11         | CA              | 4               | 3               | 0               | 1               | CU                 | 6                  | 2                  | 3                  | 1                  | -           | -           | -           | -           | -           | 46     | 25     | 8      | 13     | 54,35      | 3°          |
| giu.-nov. 1999          | Grazer AK               | BL                      | 22         | 9          | 4          | 9          | CA              | -               | -               | -               | -               | CU                 | 6                  | 4                  | 0                  | 2                  | -           | -           | -           | -           | -           | 28     | 13     | 4      | 11     | 46,43      | Eson.       |
| Totale Grazer AK        | Totale Grazer AK        | Totale Grazer AK        | 94         | 47         | 16         | 31         |                 | 6               | 3               | 1               | 2               |                    | 16                 | 8                  | 4                  | 4                  |             | -           | -           | -           | -           | 116    | 58     | 21     | 37     | 50,00      |             |
| mar.-mag. 2000          | Norimberga              | 2.BL                    | 14         | 7          | 5          | 2          | CG              | -               | -               | -               | -               | -                  | -                  | -                  | -                  | -                  | -           | -           | -           | -           | -           | 14     | 7      | 5      | 2      | 50,00      | Sub. 4°     |
| 2000-2001               | Norimberga              | 2.BL                    | 34         | 20         | 5          | 9          | CG              | 3               | 2               | 0               | 1               | -                  | -                  | -                  | -                  | -                  | -           | -           | -           | -           | -           | 37     | 22     | 5      | 10     | 59,46      | 1° (prom.)  |
| 2001-2002               | Norimberga              | BL                      | 34         | 10         | 4          | 20         | CG              | 1               | 0               | 0               | 1               | -                  | -                  | -                  | -                  | -                  | -           | -           | -           | -           | -           | 35     | 10     | 4      | 21     | 28,57      | 15°         |
| 2002-apr. 2003          | Norimberga              | BL                      | 30         | 8          | 6          | 16         | CG              | 3               | 2               | 0               | 1               | -                  | -                  | -                  | -                  | -                  | -           | -           | -           | -           | -           | 33     | 10     | 6      | 17     | 30,30      | Eson.       |
| Totale Norimberga       | Totale Norimberga       | Totale Norimberga       | 112        | 45         | 20         | 47         |                 | 7               | 4               | 0               | 3               |                    | -                  | -                  | -                  | -                  |             | -           | -           | -           | -           | 119    | 49     | 20     | 50     | 41,18      |             |
| mag. 2003               | Bayer Leverkusen        | BL                      | 2          | 2          | 0          | 0          | CG              | -               | -               | -               | -               | -                  | -                  | -                  | -                  | -                  | -           | -           | -           | -           | -           | 2      | 2      | 0      | 0      | 100,00&    | Sub. 15°    |
| 2003-2004               | Bayer Leverkusen        | BL                      | 34         | 19         | 8          | 7          | CG              | 3               | 2               | 0               | 1               | -                  | -                  | -                  | -                  | -                  | -           | -           | -           | -           | -           | 37     | 21     | 8      | 8      | 56,76      | 3°          |
| 2004-2005               | Bayer Leverkusen        | BL                      | 34         | 16         | 9          | 9          | CG              | 2               | 1               | 0               | 1               | UCL                | 10                 | 4                  | 2                  | 4                  | CdL         | 2           | 0           | 1           | 1           | 48     | 21     | 12     | 15     | 43,75      | 6°          |
| lug.-set. 2005          | Bayer Leverkusen        | BL                      | 4          | 1          | 1          | 2          | CG              | 1               | 1               | 0               | 0               | CU                 | 1                  | 0                  | 0                  | 1                  | CdL         | 1           | 0           | 0           | 1           | 7      | 2      | 1      | 4      | 28,57      | Eson.       |
| Totale Bayer Leverkusen | Totale Bayer Leverkusen | Totale Bayer Leverkusen | 74         | 38         | 18         | 18         |                 | 6               | 4               | 0               | 2               |                    | 11                 | 4                  | 2                  | 5                  |             | 3           | 0           | 1           | 2           | 94     | 46     | 21     | 27     | 48,94      |             |
| gen.-mag. 2006          | Wolfsburg               | BL                      | 17         | 3          | 7          | 7          | CG              | -               | -               | -               | -               | -                  | -                  | -                  | -                  | -                  | -           | -           | -           | -           | -           | 17     | 3      | 7      | 7      | 17,65      | Sub. 15°    |
| 2006-2007               | Wolfsburg               | BL                      | 34         | 8          | 13         | 13         | CG              | 5               | 4               | 0               | 1               | -                  | -                  | -                  | -                  | -                  | -           | -           | -           | -           | -           | 39     | 12     | 13     | 14     | 30,77      | 15°         |
| Totale Wolfsburg        | Totale Wolfsburg        | Totale Wolfsburg        | 51         | 11         | 20         | 20         |                 | 5               | 4               | 0               | 1               |                    | -                  | -                  | -                  | -                  |             | -           | -           | -           | -           | 56     | 15     | 20     | 21     | 26,79      |             |
| mar.-mag. 2010          | Unterhaching            | 3.L                     | 11         | 5          | 4          | 2          | CG              | -               | -               | -               | -               | -                  | -                  | -                  | -                  | -                  | -           | -           | -           | -           | -           | 11     | 5      | 4      | 2      | 45,45      | Sub. 11°    |
| 2010-2011               | Unterhaching            | 3.L                     | 38         | 11         | 12         | 15         | -               | -               | -               | -               | -               | -                  | -                  | -                  | -                  | -                  | -           | -           | -           | -           | -           | 38     | 11     | 12     | 15     | 28,95      | 14°         |
| Totale Unterhaching     | Totale Unterhaching     | Totale Unterhaching     | 49         | 16         | 16         | 17         |                 | -               | -               | -               | -               |                    | -                  | -                  | -                  | -                  |             | -           | -           | -           | -           | 49     | 16     | 16     | 17     | 32,65      |             |
| 2016-2017               | Donaustauf              | LBM                     | 34+2       | 19+0       | 7+0        | 8+2        | -               | -               | -               | -               | -               | -                  | -                  | -                  | -                  | -                  | -           | -           | -           | -           | -           | 36     | 19     | 7      | 10     | 52,78      | 2°          |
| Totale carriera         | Totale carriera         | Totale carriera         | 416        | 176        | 97         | 143        |                 | 24              | 15              | 1               | 8               |                    | 27                 | 12                 | 6                  | 9                  |             | 3           | 0           | 1           | 2           | 470    | 203    | 105    | 162    | 43,19      |             |

## Palmarès

### Club

#### Competizioni nazionali
- Campionato tedesco: 7

Bayern Monaco: 1979-1980, 1980-1981, 1984-1985, 1985-1986, 1986-1987, 1988-1989, 1989-1990
- Coppa di Germania: 3

Bayern Monaco: 1981-1982, 1983-1984, 1985-1986
- Supercoppa di Germania: 2

Bayern Monaco: 1987, 1990

### Nazionale
- Campionato mondiale: 1

Italia 1990

### Allenatore
- Campionato tedesco di seconda divisione: 1

Norimberga: 2000-2001